# Будберг, Андрей Яковлевич
Барон Андрей Яковлевич Будберг (нем. Andreas Eberhard von Budberg-Bönninghausen; 1750—1812) — военный губернатор Санкт-Петербурга с 25 января по 17 февраля 1803 года, министр иностранных дел Российской империи с июня 1806 по август 1807 года.

## Биография
Происходил из остзейского дворянского рода Будбергов. Родился 10 июля 1750 года в имении Мангал  (латыш.) (ныне это район Риги Trīsciems  (латыш.)): был старшим сыном полковника Якова Фридриха фон Будберга и Марии фон Белов. Вопреки некоторым ошибочным данным никогда не носил баронского титула. Происходил из нетитулованной ветви Будбергов.
Был записан на военную службу в 1759 году. Участвовал в русско-турецкой войне 1768-1774 гг. В 1783 году был произведён в подполковники и в этом же году рижский генерал-губернатор Броун, который был хорошим другом родителей Будберга, рекомендовал его императрице Екатерине II. В 1784 году он был назначен наставником внука Екатерины, будущего императора Александра I, и занимал эту должность до 1795 года; 26 ноября 1786 года получил орден Св. Георгия 4-й степени за выслугу 25 лет в офицерских чинах. Также он занимался и с цесаревичем Константином Павловичем, а в 1795 году Будберг ездил в Кобург и уговорил герцогиню Кобургскую прибыть в Россию с тремя дочерьми для выбора одной из них в жёны великому князю Константину Павловичу. В октябре того же года Будберг сопровождал герцогиню в её обратном путешествии
В 1789 году произведён в бригадиры, в 1791 году — в генерал-майоры.
В 1793 году Будберг был отправлен в Стокгольм для ведения переговоров с регентом Швеции о браке внучки Екатерины Александры Павловны и молодого короля Швеции Густава IV Адольфа. Не достигнув определённых результатов, Будберг, по желанию императрицы, уехал в апреле 1796 года из Стокгольма. Его быстрый отъезд, в связи с военными приготовлениями России в Финляндии, с проявлениями недовольства против политики правительства в самом шведском обществе, побудил регента Швеции просить Екатерину II о возвращении Будберга и возобновлении переговоров (июнь 1796). На этот раз Будбергу удалось добиться соглашения с Швецией: король и регент обещали ехать в Петербург для заключения брачного договора на условиях восстановления Дроттнингольмского трактата со статьей о субсидии, проведении границ согласно Верельскому трактату и взаимной поддержке на случай войны или каких-либо осложнений. Оставшись в Стокгольме на время поездки короля в России, Будберг уладил очень важное для Екатерины дело о вероисповедании великой княгини, стокгольмская консистория согласилась на сохранение православия будущей королевой. В благодарность императрица пожаловала Будбергу орден Св. Александра Невского; 17 декабря 1800 года он был награждён шведским орденом Серафимов.
Смерть Екатерины изменила положение Будберга. В 1796—1797 годах он был послом в Швеции. Получив от Павла I неодобрение, подал в отставку, которая была принята, получил 9000 руб. пенсии и отпуск для поправления здоровья. Впоследствии вернулся к дипломатической деятельности и ещё дважды был в Швеции послом: в 1799—1800 и 1801—1802 годах; в 1801 году он был возведён в чин тайного советника.
В 1802 году он был произведён в генералы от инфантерии. В 1803 году был назначен, но не вступил в должность генерал-губернатора Санкт-петербургской губернии.
В 1804 году вошёл в состав Непременного совета. Александр I относился к нему с большим доверием и в 1806 году, зная его нелюбовь к наполеоновской Франции, назначил его министром иностранных дел. Поражение под Фридландом и Тильзитский договор стали концом его министерства. Несмотря на то, что по долгу службы Будбергу пришлось присутствовать при заключении этого соглашения, он оставался его противником и был фактически устранён от переговоров (так что на этом документе даже не было его подписи). Получив Орден Почётного легиона и 22 июня 1807 года — звезду ордена Святого Андрея Первозванного, уже 30 августа 1807 года Будберг был уволен «от всех дел, в бессрочный отпуск до излечения болезни», а 12 февраля 1808 года окончательно вышел в отставку.
Умер 20 августа (1 сентября) 1812 года в Санкт-Петербурге. Для истории дипломатии представляет интерес его секретная переписка с Екатериной II и Александром I.

## Награды
Российские:
- Орден Святого Георгия 4-й степени (26.11.1786)
- Орден Святой Анны 1-й степени (08.10.1795)
- Орден Святого Александра Невского (20.08.1796)
- Орден Святого Андрея Первозванного (22.07.1807)

Иностранные:
- Орден Серафимов (Швеция, 17.12.1800)
- Орден Почётного легиона, большой крест (Франция, 22.07.1807)

## Семья
С 1782 года А. Я. фон Будберг был женат на Анне-Елене-Шарлотте Мекк (1762—1790). У них было три дочери:
- Марта, умерла в младенчестве;
- Екатерина (30.7.1785—19.7.1842)
- Елена (1787—1856), в 1816 году вышла замуж за дальнего родственника, барона Фёдора Васильевича Будберга. Их сын, Андрей Фёдорович Будберг — представлял интересы России во Второй империи.